# Kauza bytů OKD
Kauza bytů OKD je spor probíhající od roku 2008. Týká se privatizace společnosti OKD. Kauza Byty OKD je největší finanční kauzou současnosti, státu i nájemníkům v ní hrozí majetková újma ve výši 35-50 mld. Kč. Klíčovou roli v kauze hraje Zdeněk Bakala a jeho podnikatelské skupiny.

## Popis kauzy
Kauza se týká přibližně 44 000 bytů OKD v lokalitě Ostravska, ve kterých žije okolo 100 000 nájemníků. Jde o největší bytový fond ve střední Evropě. Byty byly v roce 1990 vloženy do tehdy ještě státní společnosti OKD. 
Privatizace byla dokončena v roce 2004, kdy stát prodal 46% akcií OKD za 4,1 miliardy korun společnosti Karbon Invest, tehdy vlastněné Petrem Votavou a Viktorem Koláčkem. Několik dní poté bylo 76 % akcií společnosti Karbon Invest zakoupeno skupinou RPG, která patřila Zdeňkovi Bakalovi. Byty OKD byly přitom hluboko podceněny (40 000 Kč za byt). Společnost Karbon Invest a Zdeněk Bakala v souvislosti s podmínkami prodeje veřejně slíbili, že tyto byty převedou za obdobných podmínek na jejich nájemce. Na základě těchto slibů a oficiálních prohlášení nájemníci investovali do oprav těchto bytů.
Vlastník však i nadále odmítá plnit své závazky a nájemníci se cítí být podvedeni. V letech 2008 a 2009 podává Sdružení nájemníků BYTYOKD.CZ na Ministerstvo financí České republiky opakovaně stížnost pro porušení a neplnění privatizační smlouvy z roku 2004 mezi státem a OKD a.s. ze strany kupujícího. Smlouva byla uzavřena mezi státem (Fond národního majetku) a společností OKD a.s. v roce 2004. Za stát ji podepisoval tehdejší ministr financí Bohuslav Sobotka. K roku 2010 vlastní byty realitní společnost RPG Zdeňka Bakaly a jejich hodnota se odhadovala na 35-55 miliard Kč.
Počátkem roku 2015 se novým vlastníkem bytů stala mezinárodní investiční společnost Round Hill Capital. Pár týdnů nato je přenechala své dceřiné společnosti z Lucemburska Fondy Bydlení 2 Sarl. Podle kritiků měly být dle smlouvy byty OKD nabídnuty nájemcům za zvýhodněnou cenu. Vzhledem k tomu, že jim přednostní nabídka učiněna nebyla, došlo prý k porušení smlouvy uzavřené roku 2004.
Bakalu vyšetřuje česká policie a švýcarské finanční zpravodajství. V srpnu 2007 měly OKD odeslat své mateřské nizozemské společnosti NWR NV, za níž Bakala stál, celkem 7,6 miliardy Kč. Speciální policejní tým, který se případem zabývá, Bakalu podezřívá ze spáchání několika trestných činů: porušení povinnosti při správě cizího majetku, zneužití informací a postavení v obchodním styku a způsobení úpadku.
Roku 2017 byla vytvořena poslanecká vyšetřovací komise k privatizaci OKD, která po dvou letech vyšetřování podala trestní oznámení na čtrnáct lidí. Lukáš Černohorský z Pirátské strany potvrdil, že trestní oznámení míří například na podnikatele Zdeňka Bakalu a Viktora Koláčka, advokáta Radka Pokorného, na bývalé ministry Bohuslava Sobotku, Milana Urbana, Vladimíra Dlouhého a Jiřího Skalického, dále na lidi spjaté s Fondem národního majetku Pavla Šandu, Romana Češku a Jaroslava Jurečku, na státního zástupce Martina Suchého a na další členy společností NWR a OKD.

## Vyjádření ke kauze
Ministr financí Miroslav Kalousek byl v souvislosti se stížnostmi Sdružení nájemníků BYTYOKD.CZ na půdě PSP ČR několikrát kvůli liknavému postupu ministerstva v této věci interpelován a v jedné z odpovědí na písemnou interpelaci dne 19. března 2009 říká doslova: „Myslím si, že jste si všimli, že za poslední dva roky Ministerstvo financí výrazným způsobem změnilo svoji strategii vůči arbitrážím, vůči soudním sporům a vůči všem, kteří se domnívali, že je možné si účelovým soudním sporem vyhrábnout ze státního rozpočtu poměrně dost peněz. Myslím si, že poslední dobou jsme mimořádně úspěšní. Právě proto, že se chováme velmi tvrdě, bereme si nejlepší právníky a rveme se o peníze, jako by byly naše vlastní. Nicméně já nemám právo chodit dopředu do sporů, o kterých mně všechny mé právní autority říkají, že jsou prohrané, a vkládat do nich peníze daňových poplatníků jenom proto, že vy jste přesvědčen, že je to jinak a že smlouva bude porušena. Já vám tedy nabídnu, pane místopředsedo Zaorálku, jiný postup. Zavažte se veřejně, že budete ze svých prostředků hradit náklady na soudní spor, podepište mi bianko směnku, kterou uložím v trezoru Ministerstva financí, budeme kontrolovat spolu průběh soudního sporu i výběr právníků, a pokud prohrajeme, tak to bylo na vaše náklady. Pak se toho nebojím, pak do toho jdu! Pokud vyhrajeme, tak vám peníze vrátím ze svého. To je všechno, co pro to mohu udělat. Peníze daňových poplatníků do toho dávat nebudu!“ 
Sdružení nájemníků BYTYOKD.CZ uvádí ve své tiskové zprávě ze dne 22. října 2009: „Advokátní kancelář Allen & Overy, která vypracovala pro stát Smlouvu o prodeji akcií OKD a dodnes poskytuje státu a ministerstvu financí odborné posudky ve věci plnění této Smlouvy, současně pracovala i pro druhou stranu.“ Sdružení BYTYOKD.CZ tuto skutečnost v téže tiskové zprávě hodnotí jako závažný střet zájmů.
Ve čtvrtek 5. listopadu 2009 při projednávání bodu „Zpráva vlády o řešení problematiky tzv. bytového fondu OKD se záměrem
ochrany oprávněných práv nájemníků a zachováním závazků předkupního práva za podmínek uvedených ve smlouvě o prodeji z roku 2004“ Lubomír Zaorálek přímo obviňuje Miroslava Kalouska z nečestného jednání když mimo jiné prohlašuje tyto věty: „Vy říkáte argumenty, kterými z toho tady děláte absurdní politický spor, zatímco tady dochází k tomu, že se velká společnost snaží dostat k 35miliardovému majetku, a my bychom měli dělat něco pro to, ať nejsme všichni úplně vyřazeni ze hry, protože se to děje za naší tiché asistence. Ano, u pana Kalouska tomu rozumím, tam jsem na celé řadě vazeb ukázal, že je tam zřejmě zájem pomoci. To by nás mělo zajímat. Jak je možné, že někdo, kdo má odpovědnost za stát, do určité doby byl ministrem, který měl chránit občany, v té době chránil pana Bakalu!“